# Ferdinand av Tyrolen
Ferdinand av Tyrolen, född 14 juni 1529, död 24 januari 1595, var en österrikisk ärkehertig.
Ferdinand var andra son till Ferdinand I och bror till Maximilian II. Han fick 1547 i uppdrag att förvalta Böhmen, var från 1557 hemligt gift med Philippine Welser och fick 1564 regeringen i grevskapet Tyrolen, där han understödde motreformationen. Han skapade den berömda Amrassamlingen. Efter Philippines död 1580 gifte han sig 1582 med Anna Katarina, dotter till hertig Guglielmo av Gonzaga.